# Kalendarz Wrocławski
Kalendarz Wrocławski – coroczne wydawnictwo Towarzystwa Miłośników Wrocławia, publikowane drukiem od roku 1958.

## Historia
Publikacja jest rocznikiem, nie ukazywała się tylko w okresie 1997–1978 i 2003-2019. Do roku 2023 opublikowano 47 numerów. Pierwsze wydania były praktycznym kalendarzem z miejscem na notatki i rozkładem jazdy wrocławskich tramwajów. Po kilku latach wydawnictwo ewoluowało w stronę rocznika kulturalno-historycznego. Każdy numer poświęcony jest odrębnemu zagadnieniu dotyczącemu Wrocławia, np. wrocławska literatura, najnowsze odkrycia historyczne itp. Od 2021 roku Kalendarz przygotowywany jest we współpracy z Centrum Historii Zajezdnia. Do roku 2023 Kalendarz Wrocławski redagowało 14 redaktorów naczelnych, łącznie liczy ponad 20 000 stron, które przygotowało 1000 autorów i 100 fotografów.